# Milenarismo
Milenarismo, ou milenarianismo (do latim mīllēnārius "contendo mil"), é a crença de um grupo ou movimento religioso, social ou político em uma transformação fundamental da sociedade, após a qual "todas as coisas serão mudadas". O milenarismo existe em várias culturas e religiões em todo o mundo, com várias interpretações do que constitui uma transformação.
Os movimentos milenaristas podem ser seculares (não defendendo uma religião em particular) ou religiosos por natureza.

## Terminologia
Os termos "milenarismo" e "milenialismo" às vezes são usados indistintamente, mas esse uso é incorreto. Como Stephen Jay Gould observa:
Millennium vem do latim mille, "um mil" e annus, "ano"—daí os dois n's [em inglês]. Millenarian vem do latim millenarius, "contendo mil (de qualquer coisa)", portanto, nenhum annus e apenas um "n" [em inglês].
A aplicação de um calendário apocalíptico para a mudança do mundo aconteceu em muitas culturas e religiões e continua até hoje, e não é relegado às seitas das principais religiões do mundo. Cada vez mais no estudo dos novos movimentos religiosos apocalípticos, o milenarismo (de "milenário") é usado para se referir a uma chegada mais cataclísmica e destrutiva de um período utópico em comparação com o milenialismo (de "milênio"), que é frequentemente usado para denotar uma chegada mais pacífica e está mais intimamente associado a uma utopia de mil anos.
O milenialismo é um tipo específico de milenarismo cristão, e às vezes é referido como "quiliasmo" do uso do Novo Testamento do grego chilia (mil). Faz parte da forma mais ampla de expectativa apocalíptica. Uma doutrina central em algumas variações da escatologia cristã é a expectativa de que a Segunda Vinda está muito próxima e que haverá o estabelecimento de um Reino de Deus na Terra. De acordo com uma interpretação das profecias do Livro do Apocalipse, este Reino de Deus na Terra durará mil anos (um milênio) ou mais.

## Origens
É antiga a visão religiosa segundo a qual o tempo caminha linearmente e chega a um final. Os antigos egípcios, os mesopotâmicos, os indo-arianos e outros povos compartilhavam essa perspectiva fatalista da temporalidade.
Entre 1 500 a.C. e 1 200 a.C., Zoroastro, na Pérsia, propôs um novo paradigma: o final dos tempos traria um novo mundo, de paz e felicidade. Os povos semitas também tinham essa visão (que inspirou seus diversos "apocalipses"), sobretudo os grupos essênios.
Entre os primeiros cristãos, o milenarismo difundiu-se pela Ásia Menor e no Egito a partir do século III. Com base nas palavras do livro do Apocalipse de João de Patmos (Apocalipse 20:3–4), os seus adeptos acreditavam que, após o tempo de Satanás, o reino do Messias duraria mil anos na Terra. Tal crença, originada no messianismo judaico, supunha que, após esse período, o demónio retornaria para ser morto para sempre, quando se instauraria definitivamente o reino celeste. Ressalte-se que, naquele momento, para essas pessoas, as perseguições dos imperadores pagãos pareciam confirmar a vinda messiânica, posterior aos sofrimentos vividos.
O movimento encontrou adeptos em figuras como Justino, Irineu e Lactâncio, importantes escritores cristãos. O milenarismo tornou-se uma seita separada. Ao se confirmar essa institucionalização, sob o governo do imperador Constantino, o movimento perdeu importância, pois a vinda do Messias tornou-se uma realidade indefinida e distante.
A crença no novo Advento do Cristo e o Juízo Final são dogmas para as igrejas cristãs.

## Doutrina polêmica
A ideia de um milênio sob o reinado do Cristo na Terra, tornou-se parte importante da teologia cristã, em seus três primeiros séculos. E já no século II surgiram seitas cristãs (como a dos montanistas) pregando o breve retorno do Cristo. Mas logo instalou-se a polêmica acerca da época e da natureza desse reinado. Agostinho de Hipona refutava os que esperavam um rápido advento do milênio, argumentando que Cristo havia dito que ninguém podia conhecer esse dia e essa hora, nem os anjos do céu, nem o Filho, mas apenas o Pai.
Mas havia quem rejeitasse o milenarismo, como Eusébio de Cesareia e, aparentemente, foi sua opinião que influenciou a forma com que a igreja passou a tratar os milenaristas com crescente reserva. Ainda assim, em que pese sua condenação extra-oficial, o milenarismo manteve-se vivo e presente nas crenças cristãs, como o atestam o movimento encabeçado por Dolcino de Novara, no século XVI, e o livro "A vinda do Messias em glória e majestade", escrito pelo jesuíta chileno, Manuel Lacunza, em 1790.
Em 1595, "As profecias de São Malaquias", supostamente datadas do século XII, fixaram a data do fim do mundo através de uma lista de papas. De acordo com essas profecias, após o papa BentoXVI, haveria apenas mais um ou dois pontífices, antes do final dos tempos.
Durante o século XX, algumas igreja evangélicas fundamentalistas e as Testemunhas de Jeová retomaram as teses milenaristas, pregando o iminente retorno do Cristo.

## Milenarismo no Brasil
Dentre os diversos movimentos milenaristas, no Brasil, destacou-se a Guerra do Contestado no Sul, os casos de serra do Rodeador (1817-1820) e Pedra Bonita (1836-1838) em Pernambuco, e de Catulé (1955) em Minas Gerais.